# Jim Powers
Jim Powers är en amerikansk regissör, manusförfattare och skådespelare inom pornografisk film, bland andra Bride of Dong och Roller Babes. Han har regisserat över 400 filmer. Han var aktiv som skådespelare mellan 1992 och 2019, och han regisserade 1993 sin första film.
Powers är känd för filmserierna Gag Factor och Girlvert med Ashley Blue.
År 2005 belönades han med en plats i AVN:s Hall of Fame.